# Thomas Thorson

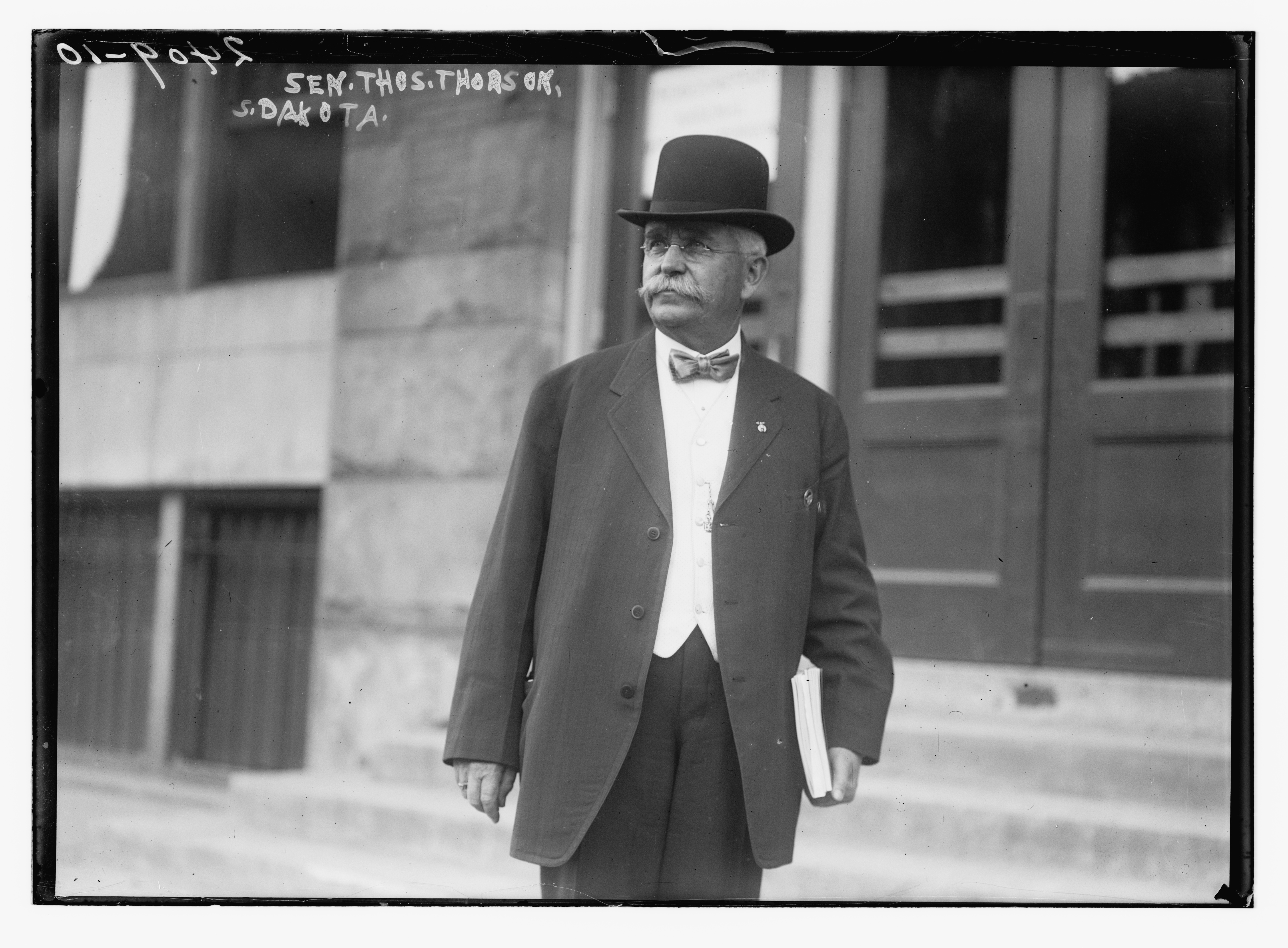

Thomas Thorson (* 15. November 1848 in Norwegen; † 1915 in Canton, South Dakota, Vereinigte Staaten) war ein US-amerikanischer Geschäftsmann und Politiker (Republikanische Partei).

## Werdegang
Thomas Thorson wurde während der Regierungszeit des schwedischen Königs Oskar I. in Norwegen geboren, welches damals eine Union mit Schweden bildete. Er verbrachte dort die ersten sechs Jahre seines Lebens. Die Familie Thorson wanderte dann 1854 in die Vereinigten Staaten aus und zog in das nordöstliche Iowa. Dort ließ sie sich auf Regierungsland in der Nähe der Town McGregor (Clayton County) nieder, wo sein Vater als Farmer tätig war. In der Folgezeit besuchte er die lokalen öffentlichen Schulen und half seinem Vater bis 1869 bei der Farmarbeit. Seine Jugendjahre waren vom Bürgerkrieg überschattet. 1869 nahm er eine Anstellung als Clerk in einem Eisenwarenladen in Sioux City an, dem Verwaltungssitz vom Woodbury County. Thorson zog 1871 nach Beloit (Lyon County). Dort eröffnete er das erste Geschäft im County. Im Laufe der Zeit baute er es zu einem erfolgreichen Warenhaus aus.
Im Herbst 1871 wurde er zum ersten Recorder vom Lyon County gewählt und 1874 zum County Auditor.
Danach nahm er 1875 eine Anstellung als Reisender für das Sioux City Journal an und übte diese sechs Jahre lang aus. 1881 zog er in das Dakota-Territorium und ließ sich dort in Canton (Lincoln County) nieder. Dort betätigte er sich im Immobiliengeschäft. Dabei förderte er die Entwicklung und die Besiedlung dieses Landstriches. In diesem Zusammenhang wurde er Eigentümer von vielen wertvollen Stadtimmobilien, Farmen und Weideland.
Am 12. Juli 1882 heiratete er Miss Jessie Hunt aus Dodge County (Minnesota).
Thorson fungierte zwei Amtszeiten lang als Bürgermeister von Canton. 1885 vertrat er das Lincoln County in der provisorischen Legislative. Bei den Wahlen von 1892 wählte man ihn zum Secretary of State von South Dakota. Thorson wurde 1894 wiedergewählt. Er bekleidete den Posten von 1893 bis 1897.
Nach dem Ende seiner Amtszeit nahm er seine Tätigkeit im Immobiliengeschäft erneut auf, welche er mit großem Erfolg fortsetzte. Bei der Gründung der First National Bank of Canton gehörte er zu den Anteilseignern. Thorson saß viele Jahre lang im Vorstand der Bank. Im Januar 1903 wurde er zum Präsidenten der Bank gewählt.
Von 1908 bis 1912 saß er im Republican National Committee von South Dakota.
Thorson gehörte den Knights of Pythias an. In der Freimaurerordnung hatte er alle Grade der York und Scottish Rites bis zu und einschließlich des 32. Grades erreicht. Daneben war er Mitglied der Shriners. Er gehörte der evangelisch-lutherischen Kirche an.